# Jade Starr
Jade Starr, née le 14 septembre 1981 à Columbus en Géorgie, est une actrice pornographique américaine qui ne tourne que des scènes solos ou lesbiennes.

## Biographie
Jade Starr a travaillé pour des studios tels que Hustler et Naughty America.
Elle s'identifie comme bisexuelle.

## Distinctions
Nominations
- 2006 AVN Award - Best Girl/Girl Sex Scene - Kill Girl Kill 2 (avec Justine Joli)
- 2010 AVN Award - Best All-Girl Three-Way Sex Scene - Fuck the World (avec Natalie Minx et Jayme Langford)

## Filmographie sélective
- 2005 : Kill Girl Kill 2
- 2005 : Miss Strap On
- 2006 : Pussy Worship 2
- 2006 : Hot Rod for Sinners
- 2007 : Girls Girls Girls
- 2007 : The Devil's Muse
- 2008 : Deep in the Pink
- 2008 : Girl Train
- 2009 : Fuck the World
- 2010 : Xero
- 2012 : The Teenie Weenie Bikini Squad (téléfilm)
- 2012 : Busty Housewives of Beverly Hills
- 2012 : Baby Dolls Behind Bars
- 2013 : Lesbian Lovin'
- 2014 : Lesbian Slut Fest